# Colobomatus mulli
Colobomatus mulli is een eenoogkreeftjessoort uit de familie van de Philichthyidae. De wetenschappelijke naam van de soort is voor het eerst geldig gepubliceerd in 1983 door Essafi, Raibaut & Boudaoud-Krissat.